# 高岡未來
高岡未來（日语：／ Takaoka Miku，1994年12月10日—），日本寫真偶像、演員。於東京都出身。所屬事務所為Production-I。

## 生平

### 初中時期
2008年4月19日，高岡未來推出了寫真DVD《维纳斯Jr Vol.1》（ヴィーナスJr Vol1）。5月5日，她於秋葉原出席了活動「圣地儿童节」（サンクチュアリ子供まつり），同場的還有年少偶像三花愛良、望月由奈、鮎川穗乃果。8月25日，她的寫真DVD《维纳斯Jr Vol.3 My fairy lady》（ヴィーナスJr Vol.3 マイフェアレディ）公開，是作的取景地點為石垣島。
2009年3月13日，高岡的寫真DVD《高岡未來 14歲 中二 Lovely MAX》（高岡未來 14歳 中2 ラブリーがMAX）開售，全作兩部分於當天一併公開。8月28日，她跟蒼井凜共演的寫真DVD《合影》（ツーショット）公開，她特別喜歡此作的平衡球場景。11月20日，她推出寫真DVD《安德鲁女僕 偶像未來》（アンドロメイド アイドル・ミク），於當中飾演「從宇宙來到地球的女僕」。
2010年1月15日，高岡的寫真DVD《未來公主無處不在！》（ミク プリンセスがいっぱい！）開售，並於當中部分場景身穿公主風服飾。2月，她跟三花愛良、大谷彩夏等偶像一起出演的寫真DVD《心跳不已情人節大作戰 陷入熱戀的8名少女》（ドキドキ・バレンタイン大作戦 恋する女子８人）開售。3月5日，她推出寫真DVD《高岡未來 中學畢業 【總集編】》（高岡未來 中学生卒業【総集編】），它匯集了高岡以往的寫真作品。5月14日，她推出寫真DVD《競賽型泳衣SP》（競泳水着SP），於當中以身穿各種顔色的競賽型泳衣的姿態登場。

### 高中時期
2011年5月16日，高岡公開了於沖繩拍攝的寫真DVD《心跳不已☆》（ときめき☆）。10月21日，她的寫真DVD《未來任務 ～自製～》（みくみっしょん ～せるふぷろでゅーす～）正式推出，她在是作中需自行思考寫真DVD的各種編排。10月28日，高岡的寫真DVD《到未來這邊吧！》（ミクまで来てね！）開售，於當中特地身穿帶有小貓風格的衣服。
2012年3月3日，高岡的寫真DVD《小蜜瓜 沖繩篇》（プチメロン 沖縄編）公開。6月16日，她在伊豆拍攝的寫真DVD《全部可愛泳衣 小蜜瓜Plus ～全部內衣風泳衣～》（全部かわいい水着 プチメロンプラス ～全部ランジェリー風水着～）正式面世。11月7日，她推出寫真DVD《高岡未來 Ms.雅典娜 2012年 vol.9》（高岡未來 ミスアテナ 2012年 Vol.9），並在此作中以身穿競賽型泳衣、校服等服裝的姿態登場。

### 高中以後
2014年11月9日，高岡有在當中參演的電影《恐怖故事劇場版》正式上映。2015年7月8日至12日，她於舞台劇《走吧！春川女子高中2 春高七大不可思議》（進め!春川女子高校2〜ハルジョの七不思議〜）中飾演戶田Aya（戸田あや）。2016年8月13日，她推出了寫真影片《全部白色泳衣物語》（全部白水着物語）。
2017年3月15日，高岡在Niconico直播上直播的節目《淺川梨奈尋找下一個會紅的偶像》（浅川梨奈、次に来るアイドルを探す）中登場。5月27日，她推出寫真DVD《校園泳装Now ～全部校園泳装～》（スクール水着なう～全部スクール水着～），當中拍攝了她身穿各種校園泳裝的樣子。
2019年1月16日至20日，她出演了舞台劇《惡魔in dead school》（悪魔inデッドリースクール）。

## 人物
高岡擅長打网球和做手工艺。她在初一時表示自己想在將來成為模特兒。同時她亦十分憧憬像山田優般的女演員。她在初中時加入了家政部。在升上高中後會跟友人一起跳舞，並加入了動畫流行音樂部。

## 外部連結
- 高岡未來的X（前Twitter）
- 高岡未來的Instagram帳戶
- 高岡未來 - Ameba blog （页面存档备份，存于）